# Agnes River (vattendrag i Australien)
Agnes River är ett vattendrag i Australien. Det ligger i delstaten Victoria, omkring 160 kilometer sydost om delstatshuvudstaden Melbourne. Genomsnittlig årsnederbörd är 1 301 millimeter. Den regnigaste månaden är juni, med i genomsnitt 181 mm nederbörd, och den torraste är januari, med 57 mm nederbörd.